# 波女星
波女星（92 Undina）是第92颗被人类发现的小行星，于1867年7月7日发现。波女星的直径为126.4千米，质量为2.1×1018千克，公转周期为2081.086天。
波神星以歐洲古代傳說的水女神溫蒂妮命名。